# 欧洲中部时间
| 淺藍 | 欧洲西部时间／格林尼治標準時間（UTC）                       |
| 藍色 | 欧洲西部时间／格林尼治標準時間（UTC）                       |
| 藍色 | 欧洲西部夏令时间／英国夏令时／愛爾蘭標準時間（UTC+1）       |
| 紅色 | 欧洲中部时间（UTC+1）                                       |
| 紅色 | 欧洲中部夏令时间（UTC+2）                                   |
| 黃色 | 欧洲东部时间／加里宁格勒时间（UTC+2）                       |
| 金色 | 欧洲东部时间（UTC+2）                                       |
| 金色 | 欧洲东部夏令时间（UTC+3）                                   |
| 淺綠 | 歐洲极东時間／莫斯科时间／土耳其時間（UTC+3）               |
| 青綠 | 亞美尼亞時間／亞塞拜然時間／喬治亞時間／薩馬拉時間（UTC+4） |

欧洲中部时间（英語：Central European Time），簡稱CET，是一个时区名称，比世界标准时间（UTC）早一个小时，在大部分欧洲国家和部分北非国家采用。
冬季时间为UTC+1，夏季欧洲夏令时为UTC+2。

## 使用国家
下列国家全年使用欧洲中部时间：
- 阿尔及利亚
- 安哥拉
- 贝宁
- 喀麦隆
- 中非共和国
- 乍得
- 刚果民主共和国（西部）
- 刚果共和国
- 赤道几内亚
- 加蓬
- 尼日尔
- 尼日利亚

下列国家冬季使用欧洲中部时间，从10月的最后一个周日1:00 UTC开始，到次年3月最后一个周日1:00 UTC结束。
- 阿尔巴尼亚，1914年开始。
- 安道尔，1946年开始。
- 奥地利，1893年开始。
- 比利时，1914年–1919年期间，1940年开始。
- 波斯尼亚和黑塞哥维那，1884年开始。
- 克罗地亚，1884年开始。
- 捷克，1891年开始。
- 丹麦，1894年开始。
- 法国，1940年开始（1944年-1945年暂停）。
- 德国，1893年开始（1944年-1945年暂停）。
- 直布罗陀，1957年开始。
- 匈牙利，1980年开始。
- 意大利，1893年开始。
- 列支敦斯登，1894年开始。
- 卢森堡，1904年–1918年期间，1940年开始。
- 北马其顿，1884年开始。
- 马耳他，1893年开始。
- 摩纳哥，1945年开始。
- 黑山，1884年开始。
- 荷兰，1940年开始。
- 挪威，1895年开始。
- 波兰，1915年–1918年期间，1922年开始。
- 圣马力诺
- 塞尔维亚，1884年开始。
- 斯洛伐克，1890年开始。
- 斯洛文尼亚，1884年开始。
- 西班牙，1946年开始。（除加那利群岛以外）
- 瑞典，1900年开始。
- 瑞士，1894年开始。
- 突尼西亞
- 梵蒂冈

纳米比亚在3月和10月之间使用UTC+1，其余时间使用夏令时（UTC+2）。
第二次世界大战之前，立陶宛在1920年到1940年期间使用欧洲中部时间。二战期间，德国将欧洲中部时间执行到所有它占领的区域。
爱尔兰和英国在1968年到1971年之间试验性地采用欧洲中部时间。然而，由于冬季的早晨天色太黑，引起交通事故的增加（尤其是走路上学的儿童），最终试验没有成功。
葡萄牙在1966年到1976年期间，以及1992年到1996年期间使用欧洲中部时间。

## 时区划分
地理因素以外，政治因素也是时区划分的原因。因此实际上的时区与经线并不完全吻合。欧洲中部时间（UTC+1）时区，根据地理学术语规定，位置为东经7°30'到东经22°30'之间的区域。而实际上，有些地理在UTC+1时区的地区，使用的是其它时区（如UTC+2时区）。与此相反，有些地理上不在UTC+1时区的地区，使用的却是UTC+1时区。下面列出了这些地区：

### 位于西经7°30'以西，使用欧洲中部时间/UTC+1时区的国家（地理上为UTC-1时区）
- 西班牙的最西部（加利西亚自治区，如拉科鲁尼亚市）。加利西亚的菲尼斯特雷角位于西经9°16'，是使用欧洲中部时间最西的地方。

### 位于西经7°30'和东经7°30'之间，使用欧洲中部时间/UTC+1时区的国家（地理上为欧洲西部时间/UTC时区）
- 安道尔
- 比利时
- 法国，除了阿尔萨斯最东部地区以外，包括斯特拉斯堡。
- 德国最西部，包括萨尔布吕肯、杜塞尔多夫、阿亨和特里尔。
- 意大利最西部，包括奥斯塔、瓦莱达奥斯塔、库内奥和皮埃蒙特。
- 卢森堡
- 摩纳哥
- 荷兰
- 挪威西部，包括卑尔根和斯塔万格。
- 西班牙，除了最西部，参见上节。
- 瑞士伯尔尼（不包括）以西，包括日内瓦、洛桑和夫里堡。

### 位于东经22°30'以东，使用欧洲中部时间/UTC+1时区的国家（地理上为欧洲东部时间/UTC+2时区）
- 马其顿共和国东部，包括斯特鲁米察。
- 塞尔维亚最东部皮鲁特地区，包括皮鲁特市。
- 匈牙利和斯洛伐克最东部，分别与乌克兰外喀尔巴阡州的北部和南部相领。
- 波兰最东部，包括卢布林和比亚韦斯托克。
- 瑞典北博滕省最北部，包括卡利克斯和哈帕兰达。
- 挪威最北部，位于芬兰以北，包括芬马克。

### 位于东经22°30'以西，使用欧洲东部时间/UTC+2时区的国家（地理上为欧洲中部时间/UTC+1时区）
- 希腊最西部，包括帕特雷、约阿尼纳和科孚岛。
- 保加利亚最西部，包括维丁省和丘斯滕迪尔省。
- 罗马尼亚最西部，包括卡拉什-塞维林县、蒂米什县、阿拉德县和比霍尔县，还包括梅赫丁茨县和萨图马雷县的西部。
- 乌克兰与匈牙利和斯洛伐克相邻外喀尔巴阡州。
- 俄罗斯加里宁格勒大部分地区。
- 立陶宛西部，包括克莱佩达、陶拉盖和泰尔西艾。
- 拉脱维亚西部，包括利耶帕亚和文茨皮尔斯。
- 爱沙尼亚最西部的岛屿：萨雷马岛和希乌马岛
- 芬兰的西南海岸，包括图尔库和奥兰群岛，奥兰群岛也是整个欧洲使用欧洲东部时间最西的地方。

### 西班牙
西班牙位處歐洲最西端的伊比利亞半島，本初子午線貫穿該國國土，理論上應採用UTC+0時間。然而第二次世界大戰時，為配合當時的盟友納粹德國，佛朗哥於1940年下令將時區改為欧洲中部时间（UTC+1）。故此，西班牙人的作息時間實際上比起欧洲中部时间晚1小時。